# Tricloruro di rodio anidro
Con il nome tricloruro di rodio anidro si intende il composto chimico di formula RhCl3, insolubile in acqua e scarsamente reattivo, e che non ha utilizzi pratici.
La forma anidra RhCl3 si prepara trattando spugna di rodio con cloro a 200-300 °C. Allo stato solido è polimerico con una struttura cristallina monoclina, isomorfa con AlCl3.

## Struttura
Soluzioni acquose di RhCl3 (H2O) 3 sono state caratterizzate mediante spettroscopia NMR 103Rh, che mostra la presenza di diverse specie. Le cui proporzioni cambiano nel tempo e dipendono dalla concentrazione di cloruro. La distribuzione relativa di queste specie determina il colore delle soluzioni, che può variare dal giallo (l'esaquo ione) al "rosso lampone". Alcune di queste specie sono [Rh (H2O) 6] 3+, [RhCl (H2O) 5] 2+, cis- e trans- [RhCl2 (H2O) 4] + e [RhCl3 (H2O) 3]. I singoli ioni sono stati separati mediante cromatografia a scambio ionico. 
Il cloruro di rodio anidro cristallizza nel motivo YCl3 e AlCl3 (vedi immagine in alto a destra). I centri metallici sono ottaedrici e gli alogenuri fanno doppiamente ponte. È un solido marrone denso insolubile nei comuni solventi e di scarso valore in laboratorio.

## Preparazione
RhCl3 (H2O) 3 è prodotto da sali come Na3RhCl6, quest'ultimo essendo ottenuto nella purificazione del rodio dagli altri metalli del gruppo del platino come platino e iridio. Il sale di sodio viene convertito in H3RhCl6 mediante cromatografia a scambio ionico. La ricristallizzazione di questo sale acido dall'acqua fornisce il tricloruro idrato, a volte chiamato "tricloruro di rodio solubile". RhCl3 anidro viene preparato per reazione del cloro con rodio spugnoso a 200-300 °C. Al di sopra di 800 °C, il cloruro anidro ritorna in metallo Rh e cloro. 
Vari complessi di cloruro di rodio sono intermedi nella purificazione del rodio dai suoi minerali. 

## Sicurezza
RhCl3 non è considerato pericoloso secondo la direttiva 67/548/CEE. È però considerato nocivo per ingestione, e irritante per contatto e per inalazione.